# بيدرو نافا
بيدرو نافا هو سياسي أمريكي، ولد في 1948. انتخب عضو جمعية ولاية كاليفورنيا ‏.